# Kid A
Kid A — четвертий студійний альбом англійського рок-гурту Radiohead, випущений 2 жовтня 2000 року лейблом Parlophone. Він був записаний з продюсером Найджелом Ґодрічем у Парижі, Копенгагені, Глостерширі та Оксфордширі. Відійшовши від свого попереднього звучання, Radiohead увібрали в себе впливи електронної музики, краут-року, джазу та академічної музики XX століття, з більш широким спектром інструментів та ефектів. Вокаліст Том Йорк писав безособові та абстрактні тексти, розрізаючи фрази та збираючи їх навмання.
На відміну від звичної практики, Radiohead не випустили жодного синглу і провели мало інтерв'ю та фотосесій. Натомість вони випустили короткі анімаційні ролики і стали одним з перших великих гуртів, які почали використовувати інтернет для просування. Бутлеґи ранніх виступів поширювалися на файлообмінниках, а альбом Kid A був викладений у мережу ще до його виходу. У 2000 році Radiohead гастролювали Європою у виготовленому на замовлення наметі без корпоративних логотипів.
Kid A дебютував на першому місці в UK Albums Chart і став першим альбомом Radiohead, який посів перше місце в американському чарті Billboard 200. Він став платиновим у Великій Британії, США, Австралії, Канаді, Франції та Японії. Його нове звучання розділило слухачів, і дехто відкинув його як претензійний або похідний. Однак наприкінці десятиліття Rolling Stone, Pitchfork і Times визнали його найкращим альбомом 2000-х, а в 2020 році Rolling Stone поставив його на 20 місце в оновленому списку 500 найкращих альбомів усіх часів. Kid A отримав премію Ґреммі за найкращий альтернативний альбом і також був номінований на Ґреммі за альбом року.
У 2001 році Radiohead випустили другий альбом матеріалів із сесій — Amnesiac. У 2021 році вони випустили Kid A Mnesia, ювілейне перевидання, до якого увійшли Kid A, Amnesiac та раніше невиданий матеріал.

## Передумови
Після критичного та комерційного успіху альбому OK Computer 1997 року учасники гурту Radiohead зазнали вигорання. Автор пісень Том Йорк захворів, описуючи себе як «цілковитий безлад… повністю розгублений». Його непокоїли нові гурти, які, на його думку, наслідували Radiohead, і він став вороже ставитися до музичних ЗМІ. Він розповідав в інтерв'ю The Observer: «Я завжди використовував музику як спосіб рухатися далі і справлятися з речами, і я відчував, що річ, яка допомагала мені справлятися з речами, була продана тому, хто більше заплатить, і я просто виконував його волю. І я не міг з цим впоратися».
Йорк страждав творчу кризу і не міг закінчити написання пісень на гітарі. Він розчарувався в «міфології» рок-музики, відчуваючи, що жанр «вичерпав себе». Він почав слухати майже виключно електронну музику виконавців, підписаних на лейбл Warp, таких як Aphex Twin і Autechre. Йорк розповідав: «Це було освіжаюче, тому що музика була суцільними структурами і не містила людських голосів. Але я відчував себе так само емоційно, як коли-небудь відчував до гітарної музики». Йому подобалася ідея, що його голос використовується як інструмент, а не відіграє провідну роль, і він хотів зосередитися на звуках і текстурах, а не на традиційному написанні пісень.
Йорк купив будинок у Корнуоллі і проводив час, гуляючи по скелях і малюючи, обмежуючи свою музичну діяльність грою на нещодавно придбаному роялі. «Everything in Its Right Place» стала першою піснею, яку він написав. Відсутність знань про електронні інструменти надихала його, оскільки «все було новим…. Я не розумів, як вони, в біса, працюють. Я поняття не мав, що таке ADSR». Гітарист Ед О'Браєн сподівався, що четвертий альбом Radiohead складатиметься з коротких, мелодійних гітарних пісень, але Йорк сказав: «Не було жодного шансу, що альбом звучатиме саме так. Я повністю задовбався з мелодією. Мені потрібен був лише ритм. Всі мелодії для мене були чистим збентеженням». Басист, Колін Ґрінвуд, сказав, що інші гітарні гурти намагалися робити подібні речі, і тому Radiohead повинні були змінитися і рухатися далі.

## Запис

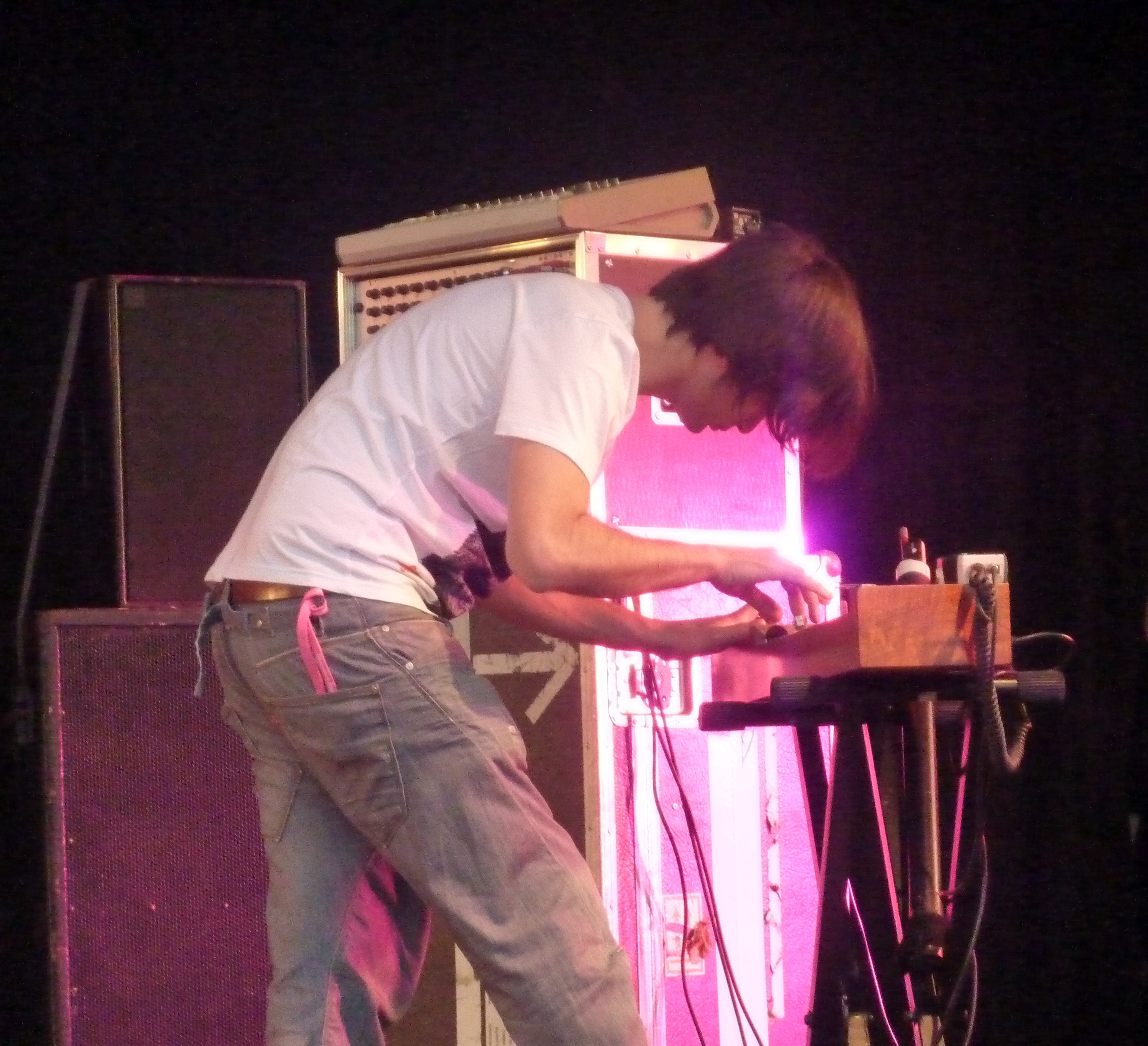
Джонні Ґрінвуд грає на хвилях Мартено під час виступу у 2010 році

Після успіху OK Computer Radiohead купили сарай в Оксфордширі і перетворили його на студію звукозапису. Йорк планував використовувати її так само, як німецький гурт Can використовував свою студію в Кельні, записуючи все, що вони грали, а потім монтуючи це. Оскільки студія не була завершена до кінця 1999 року, Radiohead почали працювати в студії Guillaume Tell Studios в Парижі в січні 1999 року.
Radiohead працювали з продюсером OK Computer Найджелом Ґодрічем і не мали дедлайну. Йорк, який мав найбільший контроль, все ще стикався з творчою кризою. Його нові пісні були незавершеними, а деякі складалися не більше ніж зі звуків чи ритмів; лише деякі мали чіткі куплети чи приспіви. Відсутність текстів у Йорка створювала проблеми, оскільки в минулому вони слугували орієнтирами та натхненням для його колег по гурту.
Гурт боровся з новим напрямком Йорка. За словами Ґодріча, Йорк мало спілкувався, а за словами Йорка, Ґодріч «не розумів, чому, якщо у нас була така сила в одному, ми хотіли б робити щось інше». Соло-гітарист, Джонні Ґрінвуд, боявся «жахливої артрокової нісенітниці просто заради неї самої». Його брат, Колін, не любив вплив Warp на Йорка, вважаючи це «дуже холодним». Інші учасники гурту не знали, як зробити свій внесок, і подумували про відхід. О'Браєн казав: «Це страшно — всі відчувають себе невпевнено. Я гітарист, і раптом на цьому треку немає гітари, або немає барабанів».
Radiohead експериментували з електронними інструментами, включаючи модульні синтезатори та хвилі Мартено, ранній електронний інструмент, схожий на терменвокс, і використовували програмне забезпечення, таке як Pro Tools і Cubase, для редагування та маніпуляцій зі своїми записами. Їм було важко використовувати електронні інструменти спільно. За словами Йорка, «нам доводилося розробляти способи зайти в куточки і будувати речі на будь-якому секвенсорі, синтезаторі чи іншій техніці, яку ми могли залучити, а потім інтегрувати це в наш звичайний спосіб роботи». О'Браєн почав використовувати сустейни на своїй гітарі, які дозволяють нескінченно підтримувати ноти в поєднанні з ефектами зациклення і затримки для створення звуків, схожих на синтезаторні.
У березні Radiohead переїхали до студії Medley Studios у Копенгагені на два тижні, які виявилися непродуктивними. Під час сесій було записано близько 50 плівок, кожна з яких містила 15 хвилин музики, але нічого не було закінчено. У квітні Radiohead відновили запис в особняку в Бетсфорд-парку, Глостершир. Відсутність дедлайну і кількість незавершених ідей заважали зосередитися, і група проводила напружені зустрічі. Вони домовилися розпастися, якщо не зможуть домовитися про альбом, який варто було б випустити. У липні О'Браєн почав вести онлайн-щоденник про прогрес Radiohead.
У вересні Radiohead переїхали до нової студії в Оксфордширі. У листопаді Radiohead провели пряму веб-трансляцію зі своєї студії з виконанням нової музики та діджей-сетом. До 2000 року було завершено шість пісень. У січні, за пропозицією Ґодріча, Radiohead розділилися на дві групи: одна генерувала звук або послідовність без акустичних інструментів, таких як гітари або барабани, а інша розвивала її. Хоча в результаті експерименту не було створено жодної готової пісні, він допоміг переконати О'Браєна в потенціалі електронних інструментів.
19 квітня 2000 року Йорк написав на сайті Radiohead, що вони закінчили запис. Завершивши понад 20 пісень, Radiohead розглядали можливість випуску подвійного альбому, але відчули, що матеріал занадто щільний, і вирішили, що серія мініальбомів буде «вивертом». Натомість вони зберегли половину пісень для наступного альбому, Amnesiac, що вийшов наступного року. Йорк сказав, що Radiohead розділили роботу на два альбоми, тому що «вони взаємно виключають один одного як завершені речі. Вони походять з двох різних місць». Він зауважив, що вибір трек-листа — це не просто питання вибору найкращих пісень, оскільки «ви можете записати всі найкращі пісні у світі, і вони знищать одна одну». Він навів пізніші альбоми The Beatles як приклади ефективної послідовності: «Як, чорт забирай, можна записати три різні версії 'Revolution' на одному альбомі і все зійде з рук? Я думав про це.» Узгодження трек-листа викликало суперечки, і О'Браєн сказав, що гурт був близький до розпаду: «Здавалося, що все може піти в будь-який бік, може розпастися… Але ми прийшли наступного дня, і все було вирішено». Мастерингом альбому займався Кріс Блер у лондонській студії Abbey Road Studios.

### Треки

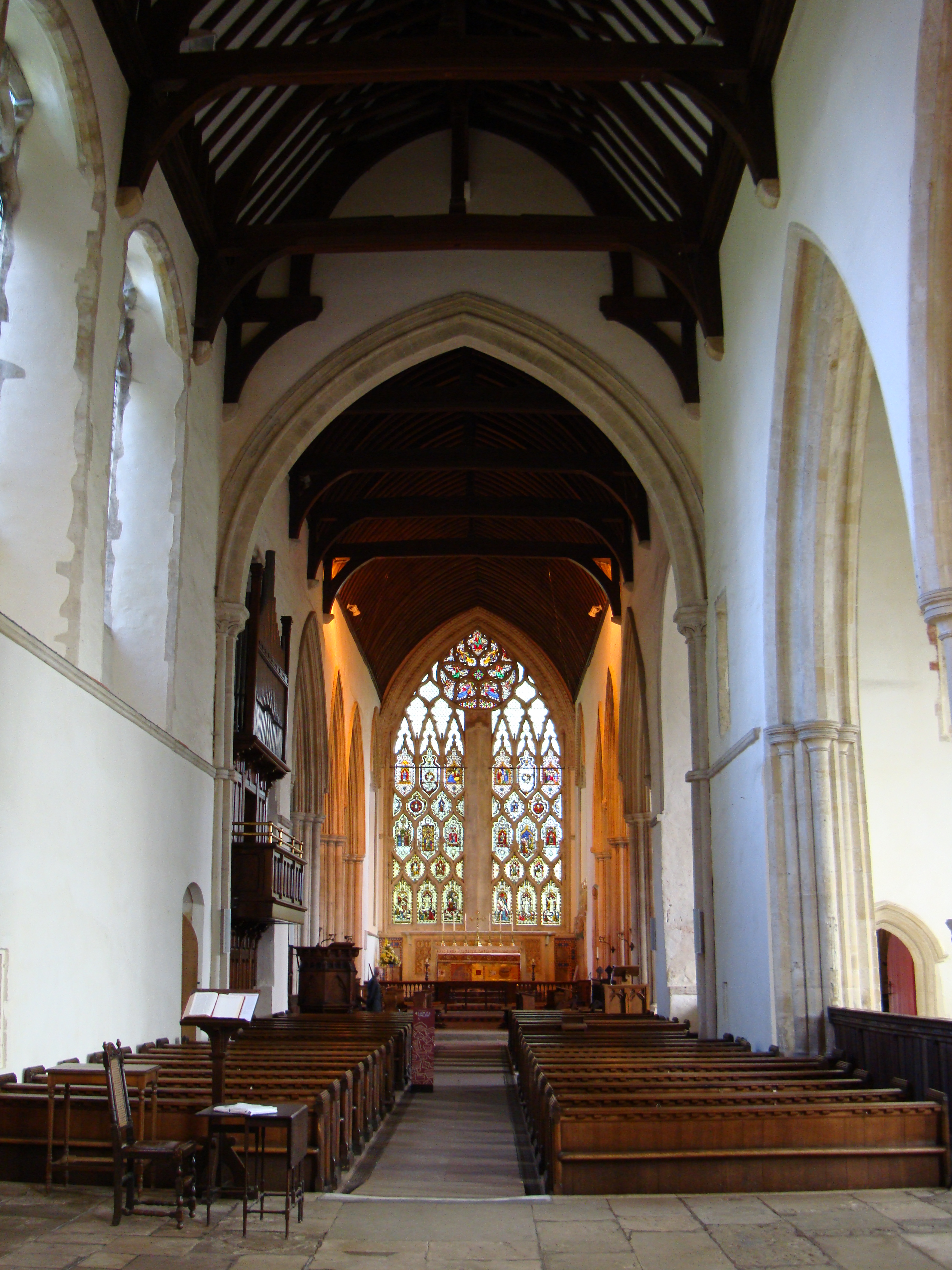
Radiohead записали струнні для «How to Disappear Completely» в Дорчестерському абатстві, Оксфордшир.

Radiohead працювали над першим треком, «Everything in Its Right Place», у традиційному для гурту аранжуванні в Копенгагені та Парижі, але безрезультатно. У Глостерширі Йорк і Ґодріч перенесли пісню на синтезатор Prophet-5, а вокал Йорка обробили в Pro Tools за допомогою інструменту скраббінгу. О'Браєн і барабанщик Філіп Селвей сказали, що цей трек допоміг їм зрозуміти, що не кожна пісня потребує участі в ній усіх членів гурту. О'Браєн згадував: «Бути по-справжньому в захваті від того, що ти півроку працював над цим записом, і з нього вийшло щось чудове, а ти не зробив до цього жодного внеску, — це справді визвольне почуття». Джонні Ґрінвуд описав цей трек як поворотний момент для альбому: «Ми знали, що це має бути перша пісня, і все інше просто пішло за нею».
Йорк написав ранню версію «The National Anthem», коли гурт ще навчався у школі. 1997 року Radiohead записали барабани та бас для цієї пісні, маючи намір випустити її як бі-сайд для OK Computer, але вирішили залишити її для свого наступного альбому. Для Kid A Ґрінвуд додав хвилі Мартено і звуки, семпловані з радіостанцій, а вокал Йорка був оброблений кільцевою модуляцією. У листопаді 1999 року Radiohead записали духову секцію, натхненну «організованим хаосом» Town Hall Concert джазового музиканта Чарльза Мінґуса, наказуючи музикантам звучати як «дорожній затор».
Струнні партії на «How to Disappear Completely» були виконані Оркестром Святого Іоанна і записані в Дорчестерському абатстві, церкві XII століття, розташованій приблизно в п'яти милях від студії Radiohead в Оксфордширі. Radiohead обрали цей оркестр, оскільки вони виконували твори Пендерецького і Мессіана. Джонні Ґрінвуд, єдиний учасник Radiohead, який мав вивчав теорію музики, створив струнне аранжування, використовуючи багатоканальний запис хвиль Мартено. За словами Ґодріча, коли члени оркестру побачили партитуру Ґрінвуда, «вони всі просто розреготалися, тому що не могли виконати те, що він написав, тому що це було неможливо — або неможливо для них, у всякому разі». Керівник оркестру, Джон Лаббок, заохотив їх експериментувати і працювати з ідеями Ґрінвуда. Концертний директор, Елісон Аткінсон, сказала, що ця сесія була більш експериментальною, ніж звичайні замовлення оркестру.
«Idioteque» була побудована на основі патерну драм-машини, який Ґрінвуд створив за допомогою модульного синтезатора. Вона включає семпл з електронної композиції «Mild und Leise» Пола Ланскі, взятої з альбому експериментальної музики Electronic Music Winners 1976 року. Ґрінвуд віддав 50 хвилин імпровізації Йорку, який взяв невеликий фрагмент і використав його для написання пісні. Йорк сказав, що це була «спроба вловити вибуховий звук біту, коли ви в клубі, а динамік працює так голосно, що ви знаєте, що він завдає шкоди».
«Motion Picture Soundtrack» була написана до дебютного синглу Radiohead «Creep» (1992), і Radiohead записали версію на фортепіано під час сесій OK Computer. Для Kid A Йорк записав його на фісгармонії під впливом пісень Тома Вейтса. Radiohead додали семпли арфи і контрабаса, намагаючись наслідувати саундтреки до фільмів Діснея 1950-х. Radiohead також працювали над кількома піснями, які були завершені вже до наступних альбомів, зокрема «Nude», «Burn the Witch» і «True Love Waits».

## Музика

### Стиль і впливи
Kid A поєднує в собі вплив електронних виконавців Warp Records, таких як IDM-артисти 1990-х Autechre та Aphex Twin; краут-рок гурти 1970-х, такі як Can; джаз Чарльза Мінґуса, Еліс Колтрейн та Майлз Девіс; та абстрактний хіп-хоп з лейблу Mo'Wax, включаючи Blackalicious та DJ Krush. Йорк назвав альбом Remain in Light (1980) гурту Talking Heads «величезним орієнтиром». Б'єрк теж сильно вплинула на творчість Radiohead, особливо її альбом 1997 року Homogenic, а також гурт Beta Band. Radiohead відвідали концерт гурту Underworld, який допоміг відновити їхній ентузіазм у важкий момент.
На струнну оркестровку пісні «How to Disappear Completely» вплинув польський композитор Кшиштоф Пендерецький. Використання Джонні Ґрінвудом хвиль Мартено в кількох піснях було натхненне Олів'є Мессіаном, який популяризував цей інструмент і був одним з підліткових героїв Ґрінвуда. Ґрінвуд описував свій інтерес до змішування старих і нових музичних технологій, а під час запису Йорк читав Revolution in the Head Ієна Макдональда, яка описує хроніку записів The Beatles з Джорджем Мартіном протягом 1960-х. Гурт також прагнув поєднувати електронні маніпуляції з джем-сейшенами в студії, кажучи, що їхньою моделлю був німецький гурт Can.
Kid A описують як суміш електроніки, експериментального року, пост-року, альтернативного року, пост-прогу, ембієнту, електронного року, артроку, та артпопу. Хоча гітара менш помітна, ніж на попередніх альбомах Radiohead, вона все ж використовувалася на більшості треків. «Treefingers», ембієнт-інструментал, був створений шляхом цифрової обробки гітарних петель О'Браєна. Багато вокальних партій Йорка були оброблені за допомогою ефектів; наприклад, його вокал на заголовному треку був просто вимовлений, а потім вокодований за допомогою хвиль Мартено для створення мелодії.

### Тексти
Тексти Йорка на Kid A менш особисті, ніж на попередніх альбомах, і натомість включають абстрактні та сюрреалістичні теми. Він розрізав фрази і збирав їх навмання, поєднуючи кліше і банальні спостереження; наприклад, «Morning Bell» містить повторювані контрастні рядки, такі як «Where've you parked the car?» і «Cut the kids in half». Йорк заперечував, що «намагався донести щось» за допомогою текстів, і описував їх як «як розбиті шматки дзеркала … як шматки чогось зламаного».
Йорк назвав підхід Девіда Бірна до написання текстів для альбому Remain in Light одним із факторів, що вплинули на нього: «Коли вони записували цей альбом, у них не було готових пісень, вони просто писали їх на ходу. Бірн з'явився зі сторінками і папірцями, і просто підбирав щось і вставляв шматочки весь час. І саме так я підійшов до Kid A.» Radiohead використовували тексти Йорка «як шматочки в колажі … [створюючи] витвір мистецтва з безлічі різних дрібниць». Тексти пісень не включені в нотатки до альбому, оскільки Radiohead вважали, що їх не можна розглядати незалежно від музики, а Йорк не хотів, щоб слухачі зосереджували на них увагу.
Йорк написав «Everything in Its Right Place» про депресію, яку він пережив під час туру OK Computer, відчуваючи, що не може говорити. Приспів пісні «How to Disappear Completely» був натхненний вокалістом R.E.M. Майклом Стайпом, який порадив Йорку зняти стрес від туру, повторюючи про себе: «Мене тут немає, цього не відбувається». Приспів пісні «Optimistic» («try the best you can / the best you can is good enough») був запевненням партнерки Йорка, Рейчел Оуен, коли Йорк був розчарований успіхами гурту. Назва Kid A походить від імені файлу на одному з секвенсорів Йорка. Том говорив, що йому подобається її «беззмістовність», кажучи «Якщо ви називаєте [альбом] чимось конкретним, це певним чином впливає на запис».

## Оформлення
Обкладинку та упаковку Kid A Йорк створив разом зі Стенлі Донвудом, який працював з Radiohead з часів їхнього мініальбому My Iron Lung 1994 року. Донвуд малював на великих полотнах ножами та паличками, а потім фотографував картини та обробляв їх у Photoshop. Під час роботи над обкладинкою Йорк і Донвуд стали «одержимі» сайтом Інституту всесвітнього спостереження, який був сповнений «страшної статистики про танення льодовиків і зміну погодних умов»; це надихнуло їх на використання зображення гірського хребта в якості обкладинки. Донвуд сказав, що бачить у горах «якусь силу катаклізму».
Донвуда надихнула фотографія, зроблена під час війни в Косово, на якій зображено квадратний метр снігу, повний «уламків війни», таких як військове спорядження та рештки від сигарет. Він сказав: «Я був засмучений цим так, як ніколи раніше війна не засмучувала мене. Я відчував, що це відбувається на моїй вулиці». Червоний басейн на обкладинці альбому та диску був натхненний графічним романом 1988 року Brought to Light Алана Мура та Білла Сенкевича, в якому кількість людей, вбитих державним тероризмом, вимірюється в басейнах, наповнених кров'ю. Донвуд сказав, що цей образ «переслідував» його під час запису альбому, назвавши його «символом небезпеки, що насувається, і розбитих очікувань». Йорк і Донвуд також згадували паризьку виставку картин Девіда Гокні як ще один вплив.
Йорк і Донвуд зробили багато варіантів обкладинки альбому, з різними малюнками і різними назвами, написаними різними шрифтами. Не маючи змоги обрати одну, вони приклеїли їх до шафок на кухні студії та пішли спати. За словами Донвуда, вибір наступного дня «був очевидним». У жовтні 2021 року Йорк і Донвуд виступили кураторами виставки робіт Kid A у лондонській штаб-квартирі Christie's.

## Промо
Radiohead звели до мінімуму свою участь у просуванні Kid A, провівши кілька інтерв'ю та фотосесій. Хоча «Optimistic» та промозаписи інших треків крутили на радіо, Radiohead не випустили жодного синглу з альбому. Йорк сказав, що це було зроблено, щоб уникнути стресу від публічності, з яким він боровся на OK Computer, а не з мистецьких міркувань. Пізніше він сказав, що шкодує про це рішення, відчуваючи, що це означало, що більша частина ранніх суджень про альбом походила від критиків.
Radiohead намагалися представити Kid A як цілісну роботу, а не серію окремих треків. Замість того, щоб дати керівникам EMI власні копії, вони дали їм послухати альбом повністю в автобусі з Голлівуду до Малібу. Роб Ґордон, віце-президент з маркетингу Capitol Records, американської дочірньої компанії лейблу Radiohead EMI, похвалив альбом, але сказав, що його просування буде «бізнес-викликом».
Жодних попередніх копій Kid A не розповсюджувалося, але він був зіграний в контрольованих умовах для критиків і фанатів. 5 вересня 2000 року він був вперше зіграний для публіки в кінотеатрі IMAX на площі Лінкольна, Мангеттен. Промо-копії Kid A були з наклейками, що забороняли трансляцію до 19 вересня. Опівночі його повністю зіграла лондонська радіостанція Xfm. Альбом також крутили MTV2, KROQ і WXRK.
Замість того, щоб погодитися на стандартну фотосесію для журналу Q, Radiohead надали цифрові портрети з вирівняною шкірою, зміненою райдужною оболонкою очей і прибраною опущеною повікою Йорка. Редактор Q Ендрю Гаррісон описав ці зображення як "агресивно дивні, аж до того, що вони дратують... Усім п'ятьом учасникам Radiohead надали вигляду витріщених інопланетян". Йорк розповідав: "Я хотів би побачити, як вони спробують помістити ці фотографії на постер". Q спроєктував зображення на будівлі парламенту, розмістив їх на плакатах і білбордах у лондонському метро і на кільцевій розв'язці Олд-стріт, а також надрукував їх на брелоках, чашках і килимках для миші, щоб "перетворити Radiohead назад на продукт".

### Відео
Замість того, щоб випустити традиційні кліпи на Kid A, Radiohead замовили десятки 10-секундних відео з роботами Донвуда, які вони назвали «blips», що транслювалися на музичних каналах і поширювалися в Інтернеті. Pitchfork описав їх як «безконтекстні анімовані кошмари, що випромінювали таємничість», з «арковими натяками на спостереження». П'ять відеороликів були ексклюзивними для MTV і, за словами Billboard, «допомогли відтворити мистецьку містику, яка припала до душі основній аудиторії Radiohead». Значна частина промо-матеріалів містила персонажі гострозубих ведмедів, створених Донвудом. Ведмеді виникли з історій, які Донвуд складав для своїх маленьких дітей про плюшевих ведмедиків, які оживали і з'їдали «дорослих», які їх покинули.

### Інтернет
– Керівник Capitol Робін Слоун Бехтел, 2015
Хоча Radiohead експериментували з інтернет-просуванням для OK Computer у 1997 році, до 2000 року просування музики в Інтернеті не було поширеним, а звукозаписні лейбли все ще покладалися на MTV і радіо. Донвуд писав, що EMI не була зацікавлена в вебсайті Radiohead, і залишила його і групу оновлювати його «дискурсивним і випадковим контентом».
Для просування Kid A Capitol створив «iBlip», аплет, який можна було вбудовувати на фан-сайти. Він дозволяв користувачам транслювати альбом і містив обкладинки, фотографії та посилання на замовлення Kid A на Amazon. Його використовували понад 1000 сайтів, і альбом транслювався понад 400 000 разів. Capitol також транслював Kid A через Amazon, MTV.com і heavy.com, а також провів кампанію з peer-to-peer файлообмінником Aimster, дозволивши користувачам обмінюватися iBlip'ами і скінами Aimster під брендом Radiohead.
За три тижні до релізу фільм Kid A потрапив у мережу і був поширений на піринговому сервісі Napster. Відповідаючи на запитання, чи вважає він, що Napster зашкодив продажам, президент Capitol Рей Лотт порівняв ситуацію з необґрунтованим занепокоєнням з приводу домашніх відеозаписів у 1980-х роках і сказав: «Я намагаюся продати якомога більше альбомів Radiohead. Якби я турбувався про те, що зробить Napster, я б не продавав стільки альбомів». Йорк сказав, що Napster «заохочує ентузіазм до музики так, як музична індустрія вже давно забула це робити».
Комерційний успіх Kid A показав, що витоки можуть бути не такими шкідливими, як багато хто припускав. Музичний журналіст Брент ДіКресченцо стверджував, що витік з Napster глибоко вплинув на сприйняття Kid A, здивувавши слухачів, які терпляче завантажували нові треки, а потім виявляли, що вони складаються з «чотирьох хвилин ембієнт-шуму».

### Тур
Radiohead переаранжували пісні Kid A, щоб виконати їх наживо. О'Браєн сказав: «Ви не можете виконати Kid A наживо і бути вірними запису. Ви повинні були б зробити це як художню інсталяцію … Коли ми грали наживо, ми повернули в них людський елемент». Селвей сказав, що вони «знайшли нове життя» в піснях, коли почали їх виконувати.
У середині 2000 року, за кілька місяців до виходу Kid A, Radiohead вирушили в турне Середземномор'ям, вперше виконавши пісні Kid A та Amnesiac. Фанати обмінювалися концертними бутлеґами в Інтернеті. Колін Ґрінвуд сказав: «Ми грали в Барселоні, а наступного дня весь виступ був викладений на Napster. Через три тижні, коли ми виступали в Ізраїлі, публіка знала слова всіх нових пісень, і це було чудово». Пізніше того ж року Radiohead гастролювали Європою у спеціально збудованому наметі без корпоративних логотипів, граючи переважно нові пісні. Тур включав концерт на честь випускного у Саут-Парку в Оксфорді, де на розігріві виступили Гамфрі Літтелтон (який грав на альбомі Amnesiac), з Беком і Sigur Rós. За словами журналіста Алекса Росса, це, можливо, було найбільше публічне зібрання за всю історію Оксфорда.
Radiohead також відіграли три концерти у північноамериканських театрах, вперше за майже три роки. Невеликі зали були швидко розпродані, приваблюючи знаменитостей, а фанати ночували в наметах. У жовтні Radiohead виступили на американському телешоу Saturday Night Live. Виступ шокував глядачів, які очікували рок-пісень: Джонні Ґрінвуд грав на електронних інструментах, духовий оркестр імпровізував над «The National Anthem», а Йорк безладно танцював під «Idioteque». Rolling Stone описав тур Kid A як «одкровення, що викриває людяність рок-н-ролу» у піснях. У листопаді 2001 року Radiohead випустили I Might Be Wrong: Live Recordings, до якого увійшли виступи з турів Kid A та Amnesiac.

## Продажі
Kid A посів перше місце в чарті продажів Amazon, отримавши понад 10 000 попередніх замовлень. Він дебютував на першому місці в UK Albums Chart, з продажами 55 000 копій за перший день — найбільший продаж за перший день року і більше, ніж всі інші альбоми в першій десятці разом узяті. Kid A також дебютував на першій сходинці американського чарту Billboard 200, продавшись тиражем понад 207 000 копій за перший тиждень. Це був перший альбом Radiohead, який потрапив до американського топ-20, і перший за три роки номер один у США для будь-якого британського гурту. Kid A також дебютував на першій сходинці в Канаді, де він розійшовся тиражем понад 44 000 копій за перший тиждень, а також у Франції, Ірландії та Новій Зеландії. Європейські продажі сповільнилися 2 жовтня 2000 року, в день релізу, коли EMI відкликала 150 000 бракованих дисків. До червня 2001 року Kid A було продано 310 000 копій у Великій Британії, що становило менше третини продажів OK Computer. Альбом сертифіковано як платиновий у Великій Британії, Австралії, Канаді, Франції, Японії та США.

## Відгуки критиків
Kid A був довгоочікуваним релізом. Spin описав його як найбільш очікуваний рок-альбом з часів альбому In Utero 1993 року гурту Nirvana. За словами Ендрю Гаррісона, редактора Q, журналісти очікували від нього більше «запальних, катарсичних, з великою кількістю гітар… великих майбутніх рок-моментів», як від OK Computer. За кілька місяців до виходу альбому Пет Блешилл з Melody Maker писав: «Якщо і є гурт, який обіцяє повернути нам рок, то це Radiohead».
Після того, як Kid A був зіграний для критиків, багато хто нарікав на відсутність гітари, нечіткий вокал і нетрадиційну структуру пісень. Дехто назвав його «комерційною передсмертною запискою». The Guardian писав про «приглушені електронні гудіння, імпульси і тони», передбачаючи, що це заплутає слухачів. У Mojo Джим Ірвін писав, що «при першому прослуховуванні Kid A просто жахливий … Занадто часто це звучить так, ніби фрагменти, з яких вони починали процес написання — петля, риф, пробурмотілий рядок тексту, були залиті бетоном і зверху на них нагромаджені інші, менш значущі ідеї». Критик The Guardian Адам Світінг писав, що «навіть слухачі, виховані на краут-році або Орнетті Коулмані, знайдуть Kid A містифікуючим досвідом», і що він потурає «найгіршим кліше» про «невблаганний мізеріалізм» Radiohead. Деякі критики вважали фрі-джаз «The National Anthem» дисонуючим і неприємним.
Деякі критики вважали Kid A претензійним або навмисно незрозумілим. The Irish Times нарікав на відсутність традиційних пісенних структур і назвав альбом «навмисно зарозумілим, навмисно езотеричним і безглуздо незбагненним … Єдине, що є складним у Kid A, — це дуже реальний виклик вашій увазі.» У The New Yorker оглядач Нік Горнбі писав, що це «хворобливий доказ того, що подібне самопотурання призводить до дивного виду анонімності, а не до чогось самобутнього та оригінального.» Критик Melody Maker Марк Бамонт назвав його «пузатим, показним, самопривітальним, 'подивіться-я-можу-смоктати-власний-півень', плаксивим старим мотлохом… Було розпочато близько 60 пісень, які ніхто не знав, як закінчити». Алексіс Петрідіс з The Guardian описав його як «сором'язливо незграбний і кривавий, шум від гурту, який так старанно намагався зробити 'складний' альбом, що вважав нижче своєї честі писати будь-які пісні». Rolling Stone опублікував статтю, в якій висміював Kid A як позбавлений гумору, похідний і позбавлений пісень: «Оскільки минулого разу було вирішено, що Radiohead були важливими і значущими, ніхто не може прийняти альбом як божевільний арт-проєкт, яким він, очевидно, є».
Деякі критики вважали Kid A неоригінальним. У New York Times Говард Гемптон відкинув Radiohead як «рок-композицію» і написав, що Kid A «переробляє темний соліпсизм Pink Floyd до досконалості Me-Decade». Бамонт сказав, що Radiohead «просто орали борозни, вириті DJ Shadow і Браяном Іно до них». The Irish Times вважав, що елементи ембієнту поступаються альбому Music For Airports 1978 року Іно, а його «страшні» елементи — альбому Tilt 1995 року Скотта Вокера. Select писав: «Що вони хочуть за звучання, як у Aphex Twin приблизно 1993 року, медаль?» У редакційній статті NME Джеймс Олдхем писав, що електронні впливи «загрузли в компромісах», а Radiohead все ще діють як рок-гурт, і завершив: «Час розсудить це. Але зараз Kid A має імідж тривалої, надмірно проаналізованої помилки». Роб Мітчелл, співзасновник Warp, вважав, що Kid A представляє «чесну інтерпретацію впливів [Warp]» і не є «безпідставно» електронним. Він передбачав, що одного дня його можуть сприймати так само, як альбом Девіда Бові Low 1977 року, який відштовхнув деяких шанувальників Бові, але згодом отримав визнання. У ретроспективі журналіст Rolling Stone Роб Шеффілд писав, що «майстерність електронних ефектів у стилі Warp» виглядала «незграбною і застарілою» на момент виходу Kid A.
AllMusic дав Kid A схвальну рецензію, але написав, що він «ніколи не буває таким далекоглядним і приголомшливим, як OK Computer, і не відплачує за інтенсивний час, який він вимагає для того, щоб зануритися в нього». NME також був позитивним, але назвав деякі пісні «звивистими» і «антиклімактеричними», і зробив висновок: «Попри всі свої подвиги на межі, явно чудова конструкція під назвою Kid A зраджує гурт, який грає однією рукою лише для того, щоб довести, що вони можуть, боячись взяти на себе емоційні зобов'язання». У Rolling Stone Девід Фріке назвав Kid A «твором навмисно чорнильної, часто дратівливої одержимості…. Але це попмузика, музика злостивості, блискучої хитрості та чесного болю, і вона буде добре відчуватися під вашою шкірою, як тільки ви дозволите їй туди потрапити».
Spin заявив, що Kid A «не є актом кар'єрного самогубства або подвигом самопожертви, як його будуть звинувачувати», і передбачив, що шанувальники визнають його найкращим і «найсміливішим» альбомом Radiohead. Billboard описав його як «океан безпрецедентної музичної глибини» і «перший по-справжньому революційний альбом XXI століття». Музичний критик Роберт Крістгау писав, що Kid A — це «творча, імітаційна варіація на тему поп-штампів: смуток, зроблений красивим». The Village Voice назвав його «косим косим косим…. Також неймовірно красивим». Брент ДіКресченцо з Pitchfork дав Kid A ідеальну оцінку, назвавши його «какофонічним і водночас спокійним, експериментальним і водночас знайомим, чужим і водночас схожим на утробу матері, просторим і водночас в'язким, текстурованим і водночас випаровуваним, пробуджуючим і водночас мрійливим». Він зробив висновок, що Radiohead «мабуть, найкраща група з нині живих, якщо не найкраща з тих пір, як самі знаєте хто» Одна з перших рецензій Kid A, опублікована в Інтернеті, допомогла популяризувати Pitchfork і стала сумнозвісною через свою «тупувату» писанину.
Джонні Ґрінвуд стверджував, що треки були короткими і мелодійними, і припустив, що «люди в основному хочуть, щоб їх тримали за руки протягом 12 дюймів пісні „Mull Of Kintyre“». Йорк сказав, що Radiohead не намагалися відштовхнути або збити з пантелику, але їх музичні інтереси змінилися. Він згадував, що перед початком виступів у турі Kid A вони були «білі як полотно», думаючи, що їх «абсолютно розгромили». У той же час, реакція мотивувала їх: «Було відчуття боротьби за те, щоб переконати людей, що насправді було дуже захоплююче». Йорк сказав, що Radiohead відчували себе «неймовірно виправданими і щасливими» після того, як Kid A посів перше місце в США.
На сайті Metacritic, який агрегує оцінки критиків, Kid A отримав 80 балів на основі 24 рецензій, що означає «загалом схвальні відгуки». Він був названий одним з найкращих альбомів року такими виданнями, як The Wire, Record Collector, Spin, NME та Village Voice. На церемонії вручення премії Ґреммі 2001 року Kid A був номінований на Альбом року і переміг у номінації Найкращий альтернативний альбом.

## Вплив
У наступні роки після релізу Kid A здобув визнання. У 2005 році Pitchfork писав, що він «кинув виклик і збентежив» аудиторію Radiohead, а згодом «перетворився на своєрідний інтелектуальний символ … Володіти ним стало 'отримати його'; отримати його стало 'помазати його'.» У 2015 році Шеффілд порівняв зміну стилю Radiohead з суперечливим переходом Боба Ділана до рок-музики, написавши, що критики зараз вагаються сказати, що їм не сподобалося тоді. Він описав Kid A як «визначальний момент в легенді Radiohead». У 2016 році Billboard стверджував, що Kid A був першим альбомом з часів Low Бові, який просунув «рок та електронну музику вперед у такій зрілій манері». У статті до 20-річчя Kid A, видання Quietus припустило, що негативні відгуки були мотивовані рокізмом, тенденцією шанувати рок-музику над іншими жанрами.
У статті Guardian 2011 року про його негативну рецензію на Melody Maker Бамонт написав, що, хоча його думка не змінилася, «статус Kid A як культурного наріжного каменю довів, що я якщо не помиляюся, то дуже сильно перебуваю в меншості… Люди, чиїй думці я довіряю, стверджують, що це їхній найулюбленіший альбом». 2014 року Брайс Езелл з PopMatters написав, що про Kid A «цікавіше думати і писати, ніж слухати» і що він «набагато менш переконливо представляє талант гурту, ніж The Bends і OK Computer». 2016 року Доріан Лінскі написав у The Guardian: «Часом Kid A досить нудний, щоб змусити вас палко бажати, щоб вони об'єднали найяскравіші моменти з кращими шматками такого ж плямистого Amnesiac … Йорк відмовився від зв'язної лірики, тому можна лише здогадуватися про те, що його хвилювало».
Grantland вважає Kid A першопрохідцем у використанні інтернету для трансляції та просування музики, пише він: «Для багатьох меломанів певного віку і переконань Kid A був першим альбомом, з яким вони познайомилися в першу чергу через інтернет — саме туди ви заходили, щоб послухати його, прочитати рецензії і посперечатися про те, чи був він шедевром … Слухайте раніше, швидко формуйте свою думку, висловлюйте її публічно і переходьте до наступної великої платівки до офіційної дати релізу. Таким чином, Kid A винайшов сучасну музичну культуру, якою ми її знаємо». У своїй книзі 2005 року Killing Yourself to Live критик Чак Клостерман інтерпретував Kid A як передбачення теракту 11 вересня. Виступаючи на церемонії введення Radiohead до Зали слави рок-н-ролу 2019 року, Девід Бірн з Talking Heads, один з тих, хто вплинув на формування Radiohead, сказав «Що було дійсно дивним і дуже обнадійливим, так це те, що [Kid A] був популярним. Це був хіт! Це довело мені, що мистецький ризик окупився, а музичні фанати іноді не дурні». У 2020 році Billboard писав, що успіх «складного» Kid A зробив Radiohead «важкими нападниками в бізнесі на довгу перспективу».

### Нагороди
У 2020 році Rolling Stone поставив Kid A на 20 місце у своєму оновленому списку «500 найкращих альбомів усіх часів», описавши його як «новий, унікально безстрашний тип рок-запису для нового, дедалі страшнішого століття … [Він] залишається одним з найбільш приголомшливих звукових перетворень в історії музики». У попередніх версіях списку Kid A посідав 67 місце (2012) та 428 місце (2003). 2005 року Stylus та Pitchfork назвали Kid A найкращим альбомом попередніх п'яти років, причому Pitchfork назвав його «ідеальним альбомом для свого часу: зловісним, сюрреалістичним та неймовірно міленіальним».
У 2006 році журнал Time назвав Kid A одним зі 100 найкращих альбомів, назвавши його «протилежністю легкого прослуховування і найдивнішим альбомом, який коли-небудь продавався мільйонним тиражем, але … також свідченням того, наскільки складною може бути попмузика». Наприкінці десятиліття Rolling Stone, Pitchfork і Times визнали Kid A найкращим альбомом 2000-х років. The Guardian поставив його на друге місце, назвавши «тремтливим передчуттям неспокійного, роз'єднаного, перевантаженого десятиліття, що прийде. Звук сьогоднішнього дня, іншими словами, на десять років раніше». У 2021 році читачі Pitchfork визнали Kid A найкращим альбомом за останні 25 років. У 2011 році Rolling Stone назвав «Everything in Its Right Place» 24-ю найкращою піснею 2000-х років, описавши її як «дивакуватість у її найбільш наспівному виконанні». «Idioteque» була названа однією з найкращих пісень десятиліття за версією Pitchfork та Rolling Stone, а Rolling Stone поставив її на 33 місце у своєму списку «найкращих пісень століття» 2018 року.
| Видання                                  | Країна             | Нагорода                                             | Рік  | Місце |
| ---------------------------------------- | ------------------ | ---------------------------------------------------- | ---- | ----- |
| Consequence of Sound                     | США                | 100 найкращих альбомів усіх часів                    | 2010 | 73    |
| Fact                                     | Великобританія     | 100 найкращих альбомів 2000-х                        | 2010 | 7     |
| The Guardian                             | Великобританія     | Альбоми десятиліття                                  | 2009 | 2     |
| The Guardian                             | Великобританія     | 100 найкращих альбомів XXI століття                  | 2019 | 16    |
| Hot Press                                | Ірландія           | 100 найкращих альбомів усіх часів                    | 2006 | 47    |
| Mojo                                     | Великобританія     | 100 найкращих альбомів нашого часу 1993—2006         | 2006 | 7     |
| NME                                      | Великобританія     | 100 найкращих британських альбомів усіх часів        | 2006 | 65    |
| NME                                      | Великобританія     | Топ-100 найкращих альбомів десятиліття               | 2009 | 14    |
| Paste                                    | США                | 50 найкращих альбомів десятиліття                    | 2010 | 4     |
| Pitchfork                                | США                | 200 найкращих альбомів 2000-х                        | 2009 | 1     |
| Platendraaier                            | Нідерланди         | 30 найкращих альбомів 2000-х                         | 2015 | 7     |
| PopMatters                               | Великобританія/США | 100 найкращих альбомів 2000-х                        | 2014 | 1     |
| Porcys                                   | Польща             | Найкращі альбоми 2000—2009                           | 2010 | 2     |
| Rolling Stone                            | США                | 500 найкращих альбомів усіх часів                    | 2020 | 20    |
| Rolling Stone                            | США                | 100 найкращих альбомів десятиліття                   | 2009 | 1     |
| Rolling Stone                            | США                | 40 найкращих стоунер-альбомів                        | 2013 | 6     |
| Spin                                     | США                | 100 найкращих альбомів останніх 20 років             | 2005 | 48    |
| Stylus                                   | США                | 50 найкращих альбомів 2000—2004                      | 2005 | 1     |
| Time                                     | США                | 100 найкращих альбомів усіх часів                    | 2006 | *     |
| The Times                                | Великобританія     | 100 найкращих поп-альбомів нульових                  | 2009 | 1     |
| 1001 Albums You Must Hear Before You Die | США                | 1001 альбом, які ви повинні почути, перш ніж померти | 2010 | *     |
| Musikexpress                             | Німеччина          | 50 найкращих альбомів нового тисячоліття             | 2015 | 3     |
| La Vanguardia                            | Іспанія            | Найкращі альбоми десятиліття                         | 2010 | 1     |
| The A.V. Club                            | США                | Найкраща музика десятиліття                          | 2009 | 3     |

(*) позначає невпорядкований список

### Перевидання
Radiohead покинули EMI після закінчення контракту у 2003 році. 19 серпня 2008 року Kid A був перевиданий на вінілі як подвійна платівка в рамках серії «From the Capitol Vaults» разом з іншими альбомами Radiohead, після деякого періоду відсутності на вінілі. У 2007 році EMI випустив Radiohead Box Set, збірку альбомів, записаних у період, коли Radiohead були підписані на EMI, включаючи Kid A. 25 серпня 2009 року EMI перевидав Kid A у вигляді дводискового «Колекційного видання» і «Спеціального колекційного видання», що містило додатковий DVD. Обидві версії містять концертні треки, взяті в основному з телевізійних виступів. Radiohead не брали участі у перевиданнях, і музика не піддавалася ремастерингу.
Перевидання на EMI були припинені після того, як у 2016 році бек-каталог Radiohead перейшов на лейбл XL Recordings. У травні 2016 року XL перевидав Kid A на вінілі разом з рештою бек-каталогу Radiohead. Раннє демо «The National Anthem» увійшло до спеціального видання перевидання OK Computer 2017 року OKNOTOK 1997 2017. У лютому 2020 року Radiohead випустили розширену версію «Treefingers», раніше випущену на саундтреку до фільму Пам'ятай 2000 року, на цифрових платформах.
5 листопада 2021 року Radiohead випустили Kid A Mnesia, ювілейне перевидання Kid A та Amnesiac. До нього увійшов третій альбом, Kid Amnesiae, що містить раніше невиданий матеріал із сесій. Radiohead просували перевидання синглами на раніше невидані треки «If You Say the Word» і «Follow Me Around». Kid A Mnesia Exhibition, інтерактивний проєкт з музикою та ілюстраціями з альбомів, вийшов 18 листопада для PlayStation 5, macOS і Windows.

## Трек-лист
Автор музики і слів Radiohead, окрім «Idioteque», в якій використані семпли «Mild und Leise» Пола Ланскі та «Short Piece» Артура Крейгера.. 
| #   | Назва                                                  | Тривалість |
| --- | ------------------------------------------------------ | ---------- |
| 1.  | «Everything in Its Right Place»                        | 4:11       |
| 2.  | «Kid A»                                                | 4:44       |
| 3.  | «The National Anthem»                                  | 5:51       |
| 4.  | «How to Disappear Completely»                          | 5:56       |
| 5.  | «Treefingers»                                          | 3:42       |
| 6.  | «Optimistic»                                           | 5:15       |
| 7.  | «In Limbo»                                             | 3:31       |
| 8.  | «Idioteque»                                            | 5:09       |
| 9.  | «Morning Bell»                                         | 4:35       |
| 10. | «Motion Picture Soundtrack (включає прихований трек )» | 7:01       |

Примітка
1. ↑  "Motion Picture Soundtrack" закінчується на 3:20; він включає прихований трек без назви (тривалістю 0:52) з 4:17 до 5:09, після чого йде 1:51 тиша. На деяких цифрових релізах вона вказана як окрема доріжка 11.

## Персоналії
| Radiohead - Том Йорк - Джонні Ґрінвуд - Колін Ґрінвуд - Ед О'Браєн - Філіп Селвей Продакшн - Найджел Ґодріч – продюсування, звукорежисер, зведення - Radiohead – продюсування - Жерар Наварро – асистент продюсування, додатковий звукорежисер - Грем Стюарт – додатковий звукорежисер - Стенлі – художнє оформлення ("Landscapes, Knives and Glue") - Tchock – художнє оформлення ("Landscapes, Knives and Glue") - Кріс Блер – мастеринг | Додаткові музиканти - Оркестр Святого Іоанна – струнні - Джон Лаббок – диригент - Джонні Ґрінвуд – партитура - Духові на «The National Anthem» - Енді Буш – труба - Стів Гамільтон – саксофон-альт - Мартін Гетевей – саксофон-альт - Енді Гамільтон – тенор-саксофон - Марк Локхерт – тенор-саксофон - Стен Гаррісон – баритон-саксофон - Ліам Керкман – тромбон - Майк Керсі – бас-тромбон - Генрі Біннс – ритм-семпл на «The National Anthem» |

## Чарти
| Чарт (2000)                                          | Пікова позиція |
| ---------------------------------------------------- | -------------- |
| Австралія Australian Albums (ARIA)                   | 2              |
| Австрія Austrian Albums (Ö3 Austria)                 | 5              |
| Бельгія Belgian Albums (Ultratop Flanders)           | 3              |
| Бельгія Belgian Albums (Ultratop Wallonia)           | 4              |
| Канада Canadian Albums (Billboard)                   | 1              |
| Danish Albums (Hitlisten)                            | 2              |
| Нідерланди Dutch Albums (MegaCharts)                 | 4              |
| Фінляндія Finnish Albums (Suomen virallinen lista)   | 2              |
| Франція French Albums (SNEP)                         | 1              |
| Німеччина German Albums (Offizielle Top 100)         | 4              |
| Ірландія Irish Albums (IRMA)                         | 1              |
| Італія Italian Albums (FIMI)                         | 3              |
| Нова Зеландія New Zealand Albums (Recorded Music NZ) | 1              |
| Норвегія Norwegian Albums (VG-lista)                 | 2              |
| Шотландія Scottish Albums (OCC)                      | 1              |
| Spanish Albums (AFYVE)                               | 22             |
| Швеція Swedish Albums (Sverigetopplistan)            | 3              |
| Швейцарія Swiss Albums (Schweizer Hitparade)         | 8              |
| Велика Британія UK Albums (OCC)                      | 1              |
| США Billboard 200                                    | 1              |

| Чарт (2000)                         | Позиція |
| ----------------------------------- | ------- |
| Australian Albums (ARIA)            | 70      |
| Belgian Albums (Ultratop Flanders)  | 71      |
| Belgian Albums (Ultratop Wallonia)  | 82      |
| Canadian Albums (Nielsen SoundScan) | 59      |
| Dutch Albums (Album Top 100)        | 84      |
| French Albums (SNEP)                | 64      |
| UK Albums (OCC)                     | 50      |
| US Billboard 200                    | 190     |

## Сертифікації і продажі
| Регіон | Сертифікація  | Продажі    |
| --- | ------------- | ---------- |
| Австралія (ARIA) | Платиновий    | 70 000^    |
| Канада (Music Canada) | 2× Платиновий | 200 000    |
| Чилі | —             | 25,000     |
| Франція (SNEP) | Платиновий    | 200 000*   |
| Італія (FIMI) продажі з 2009 року | Золотий       | 25 000     |
| Японія (RIAJ) | Платиновий    | 200 000^   |
| Нова Зеландія (RIANZ) | Золотий       | 7500^      |
| Норвегія (IFPI Norway) | Золотий       | 25 000*    |
| Велика Британія (BPI) | Платиновий    | 479,000    |
| США (RIAA) | Платиновий    | 1,480,000  |
| Підсумки |               |            |
| Європа (IFPI) | Платиновий    | 1 000 000* |
| *продажі, що базуються лише на сертифікаціях · ^відвантаження, що базуються лише на сертифікаціях · продажі+прослуховування, що базуються лише на сертифікаціях |               |            |